# انتخابات سراسری گابن (۲۰۲۳)
انتخابات سراسری گابن (انگلیسی: 2023 Gabonese general election) در ۲۶ اوت ۲۰۲۳ برگزار شد. علی بونگو، رئیس‌جمهور کنونی، مجدد برای انتخابات نامزد شد. حزب دموکراتیک گابن، که او یکی از اعضای آن است، از ۱۹۶۰ که به استقلال از فرانسه دست یافت، به‌طور مداوم بر این کشور حکومت کرده‌است، از جمله عمر بونگو پدر وی ۴۱ سال در قدرت بود.
بونگو در ۳۰ اوت به عنوان برنده انتخابات اعلام شد. مدت کوتاهی پس از آن یک کودتا در کشور صورت گرفت که منجر به باطل شدن نتایج انتخابات گردید.
انتخابات محلی و ادارات در همان روز برگزار شد.

## هدایت
دولت محدودیت نامحدود دسترسی به اینترنت و منع رفت و آمد شبانه را در عصر انتخابات پس از پایان رای‌گیری اعلام کرد. در همان روز، دولت پخش کانال‌های رسانه‌ای فرانسوی فرانس ۲۴، رادیو بین‌المللی فرانسه و TV5Monde را به حالت تعلیق درآورد.